# Bisifusarium
Bisifusarium is een geslacht van schimmels behorend tot de familie Nectriaceae. De typesoort is Bisifusarium dimerum.

## Soorten
Volgens Index Fungorum telt het geslacht tien soorten (peildatum maart 2023):
| Soortnaam                  | Auteur(s)                                                   | Publicatiejaar |
| -------------------------- | ----------------------------------------------------------- | -------------- |
| Bisifusarium allantoides   | O. Savary, M. Coton, E. Coton & J.L. Jany                   | 2021           |
| Bisifusarium biseptatum    | (Schroers, Summerb. & O'Donnell) L. Lombard & Crous         | 2015           |
| Bisifusarium delphinoides  | (Schroers, Summerb., O'Donnell & Lampr.) L. Lombard & Crous | 2015           |
| Bisifusarium dimerum       | (Penz.) L. Lombard & Crous                                  | 2015           |
| Bisifusarium domesticum    | (Fr.) L. Lombard & Crous                                    | 2015           |
| Bisifusarium lunatum       | (Ellis & Everh.) L. Lombard & Crous                         | 2015           |
| Bisifusarium nectrioides   | (Wollenw.) L. Lombard & Crous                               | 2015           |
| Bisifusarium penicilloides | O. Savary, M. Coton, E. Coton & J.L. Jany                   | 2021           |
| Bisifusarium penzigii      | (Schroers, Summerb. & O'Donnell) L. Lombard & Crous         | 2015           |
| Bisifusarium tonghuanum    | B.D. Sun, Y.G. Zhou & A.J. Chen                             | 2017           |